# Rock Bridge Township (Missouri)
Ne doit pas être confondu avec Rockbridge.
Rock Bridge Township est un township du comté de Boone dans le Missouri, aux États-Unis,. En 2012, le township comptait une population de 2 729 habitants.

## Source de la traduction
- (en) Cet article est partiellement ou en totalité issu de l’article de Wikipédia en anglais intitulé « Rock Bridge Township, Boone County, Missouri » (voir la liste des auteurs).